# Роберт Діґбі, 3-й барон Діґбі
Роберт Діґбі, 3-й барон Діґбі (30 квітня 1654 — 29 грудня 1677) — ірландський пер і англійський член парламенту.
Діґбі був сином Кілдера Діґбі, 2-го барона Діґбі, і Мері Ґардінер. У 1661 році, у віці 7 років, він змінив свого батька на посаді третього барона Діґбі. Мері не виходила заміж повторно і доручила освіту своїх дітей священнику Вільяму Ролінзу. Роберт Діґбі вступив до коледжу Магдалини в Оксфорді 6 листопада 1670 року, подорожував континентом з 1673 по 1676 рік і отримав ступінь магістра мистецтв 11 липня 1676 року/ Коли Фулке Ґревілл, 5-й барон Брук, змінив титул перства в 1677 році і звільнив своє місце для Воріка, він підтримав Діґбі,як його наступника на довиборах, які відбулися в травні, без опозиції. Діґбі також був призначений комісаром з оцінки Ворикширу. Він був членом Country Party, але так і не зайняв своє місце, оскільки помер 29 грудня того ж року. Діґбі був похований у родинному маєтку Коулсгілл, Ворикшир, і його спадкоємцем став його молодший брат Саймон.